# IC 4910
IC 4910 ist eine Spiralgalaxie vom Hubble-Typ SB?c im Sternbild Pfau am Südsternhimmel.
Das Objekt wurde am 3. Oktober 1901 vom US-amerikanischer Astronomen DeLisle Stewart entdeckt.